# Steve Oliff
Steve Oliff (né le 20 février 1954) est un coloriste de bande dessinée américain travaillant pour l'industrie du comic book, fondateur du studio Olyoptics.

## Prix et récompenses
- 1990-92 : Prix Harvey du meilleur coloriste pour Akira
- 1992 : Prix Eisner du meilleur coloriste
- 1993 : Prix Eisner du meilleur coloriste avec Olyoptics
- 1994 : Prix Eisner du meilleur coloriste avec Olyoptics et Reuben Rude pour Spawn
- 1994 : Prix Harvey du meilleur coloriste pour Spawn
- 1995 : Prix Harvey du meilleur coloriste pour Spawn (avec Olyoptics)